# Caracallovy lázně

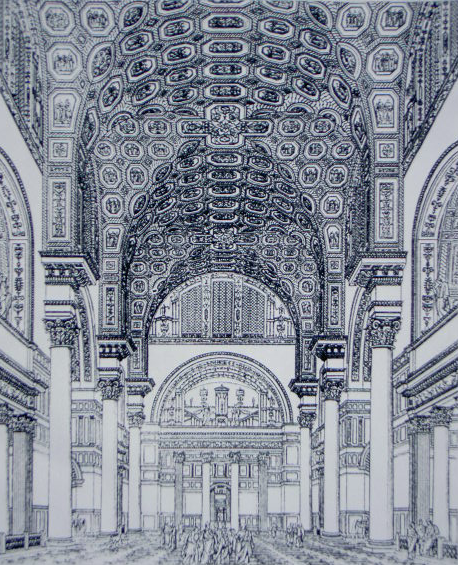
Kreslená rekonstrukce interiéru lázní z roku 1899)

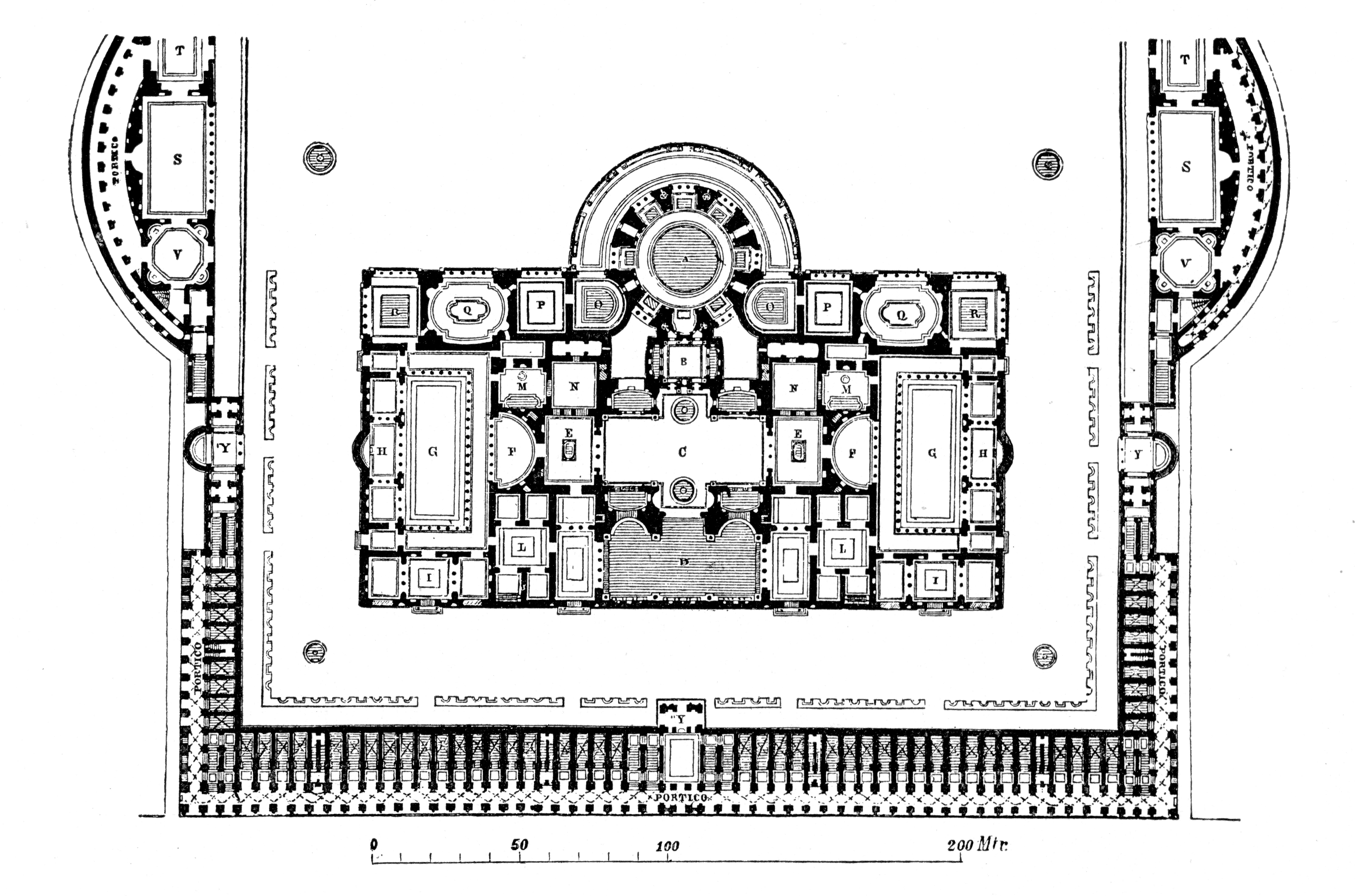
Caracallovy lázně, přízemí (rekonstrukce)

Caracallovy lázně (italsky Terme di Caracalla) byly starověké římské veřejné lázně (thermae), postavené v Římě blízko hradeb v jihovýchodní části starověkého města mezi lety 212 a 216 během vlády císaře Caracally. Byly používány až do 6. století, kdy byly zbořeny Ostrogóty během římsko-gótských válek (535–554). Při letních olympijských hrách v roce 1960 se zde konaly soutěže v gymnastice. V roce 2009 byly ruiny lázní poškozeny zemětřesením s epicentrem u města L'Aquila. V dnešní době se jedná o oblíbený turistický cíl, některé části ale kvůli ochraně mozaikových podlah nejsou veřejnosti přístupné.

## Popis komplexu
Stavba komplexu lázní trvala asi pět let a byla dokončena až Heliogabalem a Septimiem Severem. Původně byl označován jako Antoninovy lázně. Rozkládal se na přibližné ploše 25 hektarů. Budova lázní byla dlouhá 228 metrů a široká 116 metrů. Její výška se odhaduje na 38,5 metru. Předpokládá se, že lázně dokázaly pojmout až 1600 návštěvníků. Celý areál byl obehnán vnějším prstencem budov o zhruba čtvercovitém půdorysu o rozměrech 337 × 328 metrů, k němuž z východu a ze západu přiléhaly dvě velké exedry.
Do komplexu se vcházelo portikem na severní straně prstence budov, kolem něhož se z obou stran nacházely řady dvoupatrových budov, pravděpodobně obchodů. Na jižní straně prstence budov se rozkládal sportovní stadion a za ním velká cisterna na vodu, do níž byla přiváděna voda z akvaduktu. Tato cisterna dokázala pojmout až 80 000 metrů krychlových vody. Lázně byly napájeny vodou z odbočky akvaduktu Aqua Marcia (Aqua Antoniniana Iovia), kterou Caracalla přikázal vybudovat v roce 212. Součástí lázní byla také veřejná knihovna, která se nacházela ve dvou sálech vedle stadionu, a byla rozdělena na dvě části: část s řeckou literaturou a část s latinskou literaturou.
Interiér byl zdoben mramorovým obložením stěn, sloupy z mramoru či granitu, sochařskými díly a mozaikovými podlahami. Mozaiky byly zdobeny různými motivy, od geometrických vzorů až po přírodní nebo mytologické výjevy. Součástí interiéru byly dvě palaestry, kde návštěvníci lázní mohli cvičit a otužovat se. Dále se zde nacházela převlékárna (apodyterium), horká lázeň (caldarium), vlažná lázeň (tepidarium) a plavecký bazén natatio.